# Санта-Нінфа
Санта-Нінфа (італ. Santa Ninfa, сиц. Santa Ninfa) — муніципалітет в Італії, у регіоні Сицилія,  провінція Трапані.
Санта-Нінфа розташована на відстані близько 460 км на південь від Рима, 60 км на південний захід від Палермо, 45 км на південний схід від Трапані.
Населення — 5038 осіб (2014).
Щорічний фестиваль відбувається 12 листопада. Покровитель — Santa Ninfa.

## Демографія
Населення за роками:

Станом на 1 січня 2023 року в муніципалітеті офіційно проживали 162 іноземці з 21 країни, серед них 37 громадян країн Євросоюзу та 3 громадяни України.

## Сусідні муніципалітети
- Калатафімі-Седжеста
- Кастельветрано
- Джибелліна
- Партанна
- Салапарута
- Салемі